# Waleed Bakshween
Waleed Bakshween (en árabe: وليد باخشوين‎; Yeda, 12 de noviembre de 1989) es un futbolista saudí que juega en la demarcación de centrocampista para el Al-Wehda Club de la Liga Profesional Saudí.

## Selección nacional
Hizo su debut con la selección de fútbol de Arabia Saudita el 5 de marzo de 2014 en un encuentro de clasificación para la Copa Asiática 2015 contra Indonesia que finalizó con un resultado de 1-0 a favor del combinado saudí tras el gol de Fahad Al-Muwallad.

## Clubes
| Club             | País           | Año         | Partidos | Goles |
| ---------------- | -------------- | ----------- | -------- | ----- |
| Al-Ahli Saudi FC | Arabia Saudita | 2008 - 2018 | 180      | 2     |
| Al-Wehda Club    | Arabia Saudita | 2018 -      | 1        | 0     |

## Palmarés

### Campeonatos nacionales
| Título                               | Club             | País           | Año  |
| ------------------------------------ | ---------------- | -------------- | ---- |
| Copa del Rey de Campeones            | Al-Ahli Saudi FC | Arabia Saudita | 2011 |
| Copa del Rey de Campeones            | Al-Ahli Saudi FC | Arabia Saudita | 2012 |
| Copa del Rey de Campeones            | Al-Ahli Saudi FC | Arabia Saudita | 2016 |
| Copa del Príncipe de la Corona Saudí | Al-Ahli Saudi FC | Arabia Saudita | 2015 |
| Liga Profesional Saudí               | Al-Ahli Saudi FC | Arabia Saudita | 2016 |
| Supercopa de Arabia Saudita          | Al-Ahli Saudi FC | Arabia Saudita | 2016 |